# Sakura, minna de tabeta
„Sakura, minna de tabeta” (jap. 桜、みんなで食べた) – trzeci singel japońskiego zespołu HKT48, wydany w Japonii 12 marca 2014 roku przez Universal Music.
Singel został wydany w czterech edycjach: trzech regularnych (Type A, Type B, Type C) oraz „teatralnej” (CD). Osiągnął 1 pozycję w rankingu Oricon i pozostał na liście przez 25 tygodni, sprzedał się w nakładzie 331 015 egzemplarzy. Singel zdobył status platynowej płyty.

## Lista utworów
Wszystkie utwory zostały napisane przez Yasushiego Akimoto.

### Type A
| CD | CD                                                                 | CD                   | CD                   | CD      |
| Nr | Tytuł utworu                                                       | Kompozycja           | Aranżacja            | Długość |
| -- | ------------------------------------------------------------------ | -------------------- | -------------------- | ------- |
| 1. | „Sakura, minna de tabeta” (jap. 桜、みんなで食べた)                | Ryosuke "Dr.R" Sakai | Yūichi "Masa" Nonaka | 3:58    |
| 2. | „Kimi wa dōshite?” (jap. 君はどうして?)                            | Tsugutoshi Gotō      | Tsugutoshi Gotō      | 4:05    |
| 3. | „Kidoku Through” (jap. 既読スルー) (wyk. Team H)                   | Hiroyuki Itō         | Hiroshi Sasaki       | 3:58    |
| 4. | „Sakura, minna de tabeta” (jap. 桜、みんなで食べた) (Instrumental) | Ryosuke "Dr.R" Sakai | Yūichi "Masa" Nonaka | 3:58    |
| 5. | „Kimi wa dōshite?” (jap. 君はどうして?) (Instrumental)             | Tsugutoshi Gotō      | Tsugutoshi Gotō      | 4:05    |
| 6. | „Kidoku Through” (jap. 既読スルー) (Instrumental)                  | Hiroyuki Itō         | Hiroshi Sasaki       | 3:58    |

| DVD | DVD | DVD     |
| Nr  | Tytuł utworu | Długość |
| --- | --- | ------- |
| 1.  | „Sakura, minna de tabeta” (jap. 桜、みんなで食べた) (Music Video)                                                                                 | 4:00    |
| 2.  | „Kidoku Through” (jap. 既読スルー) (Music Video)                                                                                                  |         |
| 3.  | „Tokuten eizō „HKT48 Melon Juice hatsubai kinen dai Bowling taikai zenpen”” (jap. 特典映像「HKT48 メロンジュース発売記念 大ボウリング大会 前編」) |         |

### Type B
| CD | CD | CD                   | CD                   | CD      |
| Nr | Tytuł utworu | Kompozycja           | Aranżacja            | Długość |
| -- | --- | -------------------- | -------------------- | ------- |
| 1. | „Sakura, minna de tabeta” (jap. 桜、みんなで食べた)                                                                     | Ryosuke "Dr.R" Sakai | Yūichi "Masa" Nonaka | 3:58    |
| 2. | „Kimi wa dōshite?” (jap. 君はどうして?)                                                                                 | Tsugutoshi Gotō      | Tsugutoshi Gotō      | 4:05    |
| 3. | „Mukashi no kareshi no onii-chan to tsukiau to iu koto” (jap. 昔の彼氏のお兄ちゃんとつき合うということ) (wyk. Team KIV) | Mr.BLACKHOLE         | Mr.BLACKHOLE         | 3:54    |
| 4. | „Sakura, minna de tabeta” (jap. 桜、みんなで食べた) (Instrumental)                                                      | Ryosuke "Dr.R" Sakai | Yūichi "Masa" Nonaka | 3:58    |
| 5. | „Kimi wa dōshite?” (jap. 君はどうして?) (Instrumental)                                                                  | Tsugutoshi Gotō      | Tsugutoshi Gotō      | 4:05    |
| 6. | „Mukashi no kareshi no onii-chan to tsukiau to iu koto” (jap. 昔の彼氏のお兄ちゃんとつき合うということ) (Instrumental)  | Mr.BLACKHOLE         | Mr.BLACKHOLE         | 3:54    |

| DVD | DVD | DVD     |
| Nr  | Tytuł utworu | Długość |
| --- | --- | ------- |
| 1.  | „Sakura, minna de tabeta” (jap. 桜、みんなで食べた) (Music Video)                                                                                | 4:00    |
| 2.  | „Mukashi no kareshi no onii-chan to tsukiau to iu koto” (jap. 昔の彼氏のお兄ちゃんとつき合うということ) (Music Video)                            |         |
| 3.  | „Tokuten eizō „HKT48 Melon Juice hatsubai kinen dai Bowling taikai kōhen”” (jap. 特典映像「HKT48 メロンジュース発売記念 大ボウリング大会 後編」) |         |

### Type C
| CD | CD                                                                 | CD                   | CD                   | CD      |
| Nr | Tytuł utworu                                                       | Kompozycja           | Aranżacja            | Długość |
| -- | ------------------------------------------------------------------ | -------------------- | -------------------- | ------- |
| 1. | „Sakura, minna de tabeta” (jap. 桜、みんなで食べた)                | Ryosuke "Dr.R" Sakai | Yūichi "Masa" Nonaka | 3:58    |
| 2. | „Kimi wa dōshite?” (jap. 君はどうして?)                            | Tsugutoshi Gotō      | Tsugutoshi Gotō      | 4:05    |
| 3. | „Oboete kudasai” (jap. 覚えてください) (wyk. Kenkyūsei)            | Kakoo                | Hiroshi Sasaki       | 5:14    |
| 4. | „Sakura, minna de tabeta” (jap. 桜、みんなで食べた) (Instrumental) | Ryosuke "Dr.R" Sakai | Yūichi "Masa" Nonaka | 3:58    |
| 5. | „Kimi wa dōshite?” (jap. 君はどうして?) (Instrumental)             | Tsugutoshi Gotō      | Tsugutoshi Gotō      | 4:05    |
| 6. | „Oboete kudasai” (jap. 覚えてください) (Instrumental)              | Kakoo                | Hiroshi Sasaki       | 5:14    |

| DVD | DVD | DVD     |
| Nr  | Tytuł utworu | Długość |
| --- | --- | ------- |
| 1.  | „Sakura, minna de tabeta” (jap. 桜、みんなで食べた) (Music Video)                                                                       | 4:00    |
| 2.  | „Sakura, minna de tabeta” (jap. 桜、みんなで食べた) (Making Video)                                                                      |         |
| 3.  | „Tokuten eizō „HKT48 3-kisei& Draft-sei hajimete no zenkoku akushu-kai”” (jap. 特典映像「HKT48 3期生&ドラフト生 はじめての全国握手会」) |         |

### Wer. teatralna
| CD | CD                                                                      | CD                   | CD                   | CD      |
| Nr | Tytuł utworu                                                            | Kompozycja           | Aranżacja            | Długość |
| -- | ----------------------------------------------------------------------- | -------------------- | -------------------- | ------- |
| 1. | „Sakura, minna de tabeta” (jap. 桜、みんなで食べた)                     | Ryosuke "Dr.R" Sakai | Yūichi "Masa" Nonaka | 3:58    |
| 2. | „Kimi wa dōshite?” (jap. 君はどうして?)                                 | Tsugutoshi Gotō      | Tsugutoshi Gotō      | 4:05    |
| 3. | „Kimi no koto ga suki yaken” (jap. 君のことが好きやけん) (AKB48 cover)  | Tetsurō Oda          | Yūichi "Masa" Nonaka | 4:10    |
| 4. | „Sakura, minna de tabeta” (jap. 桜、みんなで食べた) (Instrumental)      | Ryosuke "Dr.R" Sakai | Yūichi "Masa" Nonaka | 3:58    |
| 5. | „Kimi wa dōshite?” (jap. 君はどうして?) (Instrumental)                  | Tsugutoshi Gotō      | Tsugutoshi Gotō      | 4:05    |
| 6. | „Kimi no koto ga suki yaken” (jap. 君のことが好きやけん) (Instrumental) | Tetsurō Oda          | Yūichi "Masa" Nonaka | 4:10    |

## Skład zespołu
| „Sakura, minna de tabeta” |
| --- |
| - HKT48 Team H: Yuka Akiyoshi, Chihiro Anai, Rino Sashihara, Meru Tashima (środek), Chiyori Nakanishi, Natsumi Matsuoka - HKT48 Team H / AKB48 Team A: Haruka Kodama - HKT48 Team KIV: Aika Ōta, Mio Tomonaga (środek), Mai Fuchigami, Sakura Miyawaki, Anna Murashige, Aoi Motomura, Madoka Moriyasu - HKT48 Kenkyūsei: Miku Tanaka, Nako Yabuki |

| „Kimi wa dōshite?” |
| --- |
| - HKT48 Team H: Yuka Akiyoshi, Chihiro Anai, Rino Sashihara (środek), Meru Tashima (środek), Chiyori Nakanishi, Natsumi Matsuoka - HKT48 Team H / AKB48 Team A: Haruka Kodama - HKT48 Team KIV: Aika Ōta, Mio Tomonaga, Mai Fuchigami, Sakura Miyawaki, Anna Murashige, Aoi Motomura, Madoka Moriyasu - HKT48 Kenkyūsei: Miku Tanaka, Nako Yabuki |

| „Kidoku Through” |
| --- |
| - HKT48 Team H: Yuka Akiyoshi, Chihiro Anai, Yuriya Inoue, Izumi Umemoto, Naoko Okamoto, Yui Kojina, Hiroka Komada, Riko Sakaguchi, Rino Sashihara, Meru Tashima (środek), Natsumi Tanaka, Chiyori Nakanishi, Natsumi Matsuoka, Marina Yamada, Haruka Wakatabe - HKT48 Team H / AKB48 Team A: Haruka Kodama |

| „Mukashi no kareshi no onii-chan to tsukiau to iu koto” |
| --- |
| - Team KIV: Mina Imada, Nao Ueki, Kanna Okada, Aika Ōta, Serina Kumazawa, Izumi Gotō, Yuki Shimono, Yuka Tanaka, Marika Tani, Asuka Tomiyoshi, Mio Tomonaga (środek), Mai Fuchigami, Sakura Miyawaki (środek), Anna Murashige, Aoi Motomura, Madoka Moriyasu |

| „Oboete kudasai” |
| --- |
| - Kenkyūsei: Misaki Aramaki (środek), Raira Itō, Shino Iwahana, Mashiro Ui, Haruka Ueno, Manami Kusaba, Sae Kurihara, Erena Sakamoto, Miku Tanaka, Riko Tsutsui, Hazuki Hokazono, Maiko Fukagawa, Nako Yabuki, Yūna Yamauchi, Emiri Yamashita |

| „Kimi no koto ga suki yaken” |
| --- |
| - HKT48 Team H: Yuka Akiyoshi, Chihiro Anai, Rino Sashihara, Meru Tashima, Chiyori Nakanishi, Natsumi Matsuoka - HKT48 Team H / AKB48 Team A: Haruka Kodama (środek) - HKT48 Team KIV: Aika Ōta, Mio Tomonaga, Mai Fuchigami, Sakura Miyawaki, Anna Murashige, Aoi Motomura, Madoka Moriyasu - HKT48 Kenkyūsei: Miku Tanaka, Nako Yabuki |

## Notowania
| Lista                             | Pozycja |
| --------------------------------- | ------- |
| Oricon Weekly Singles Chart       | 1       |
| Oricon Yearly Singles Chart       | 19      |
| Billboard Japan Hot 100           | 1       |
| Billboard Japan Hot Singles Sales | 1       |